# Stanisław Ostoja-Chrostowski

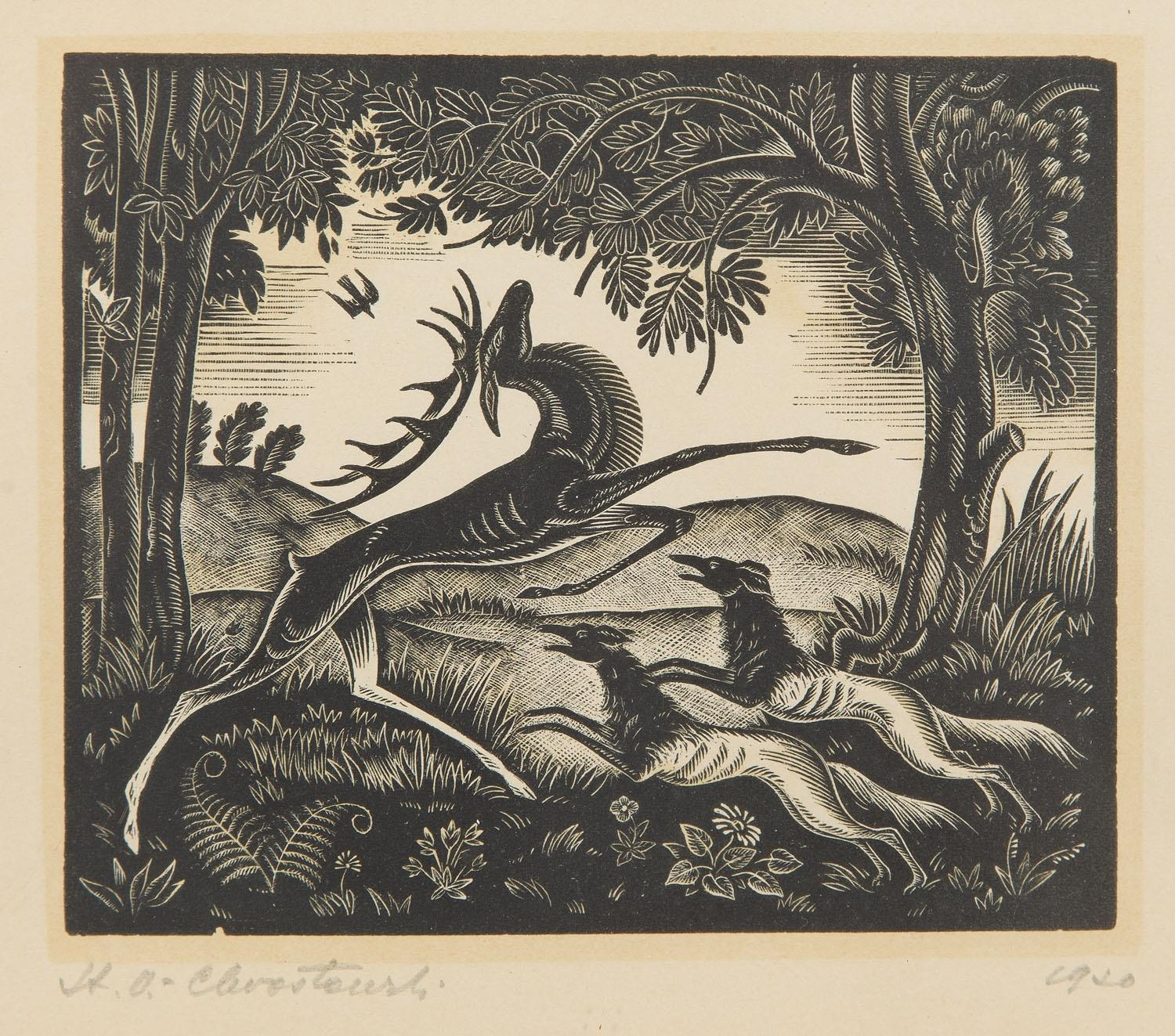
Zraniony jeleń, Stanisław Ostoja-Chrostowski

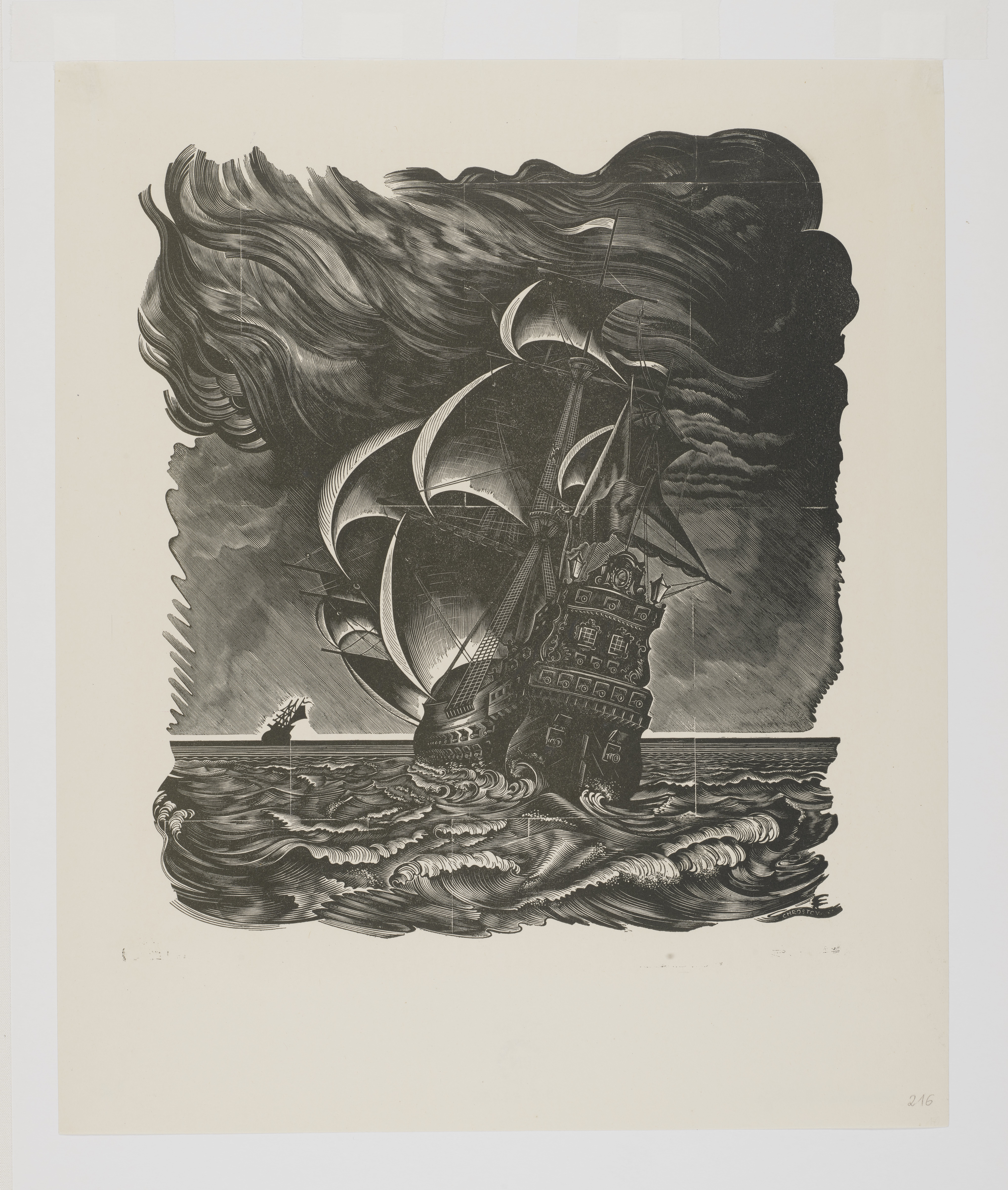
Korweta, Stanisław Ostoja-Chrostowski

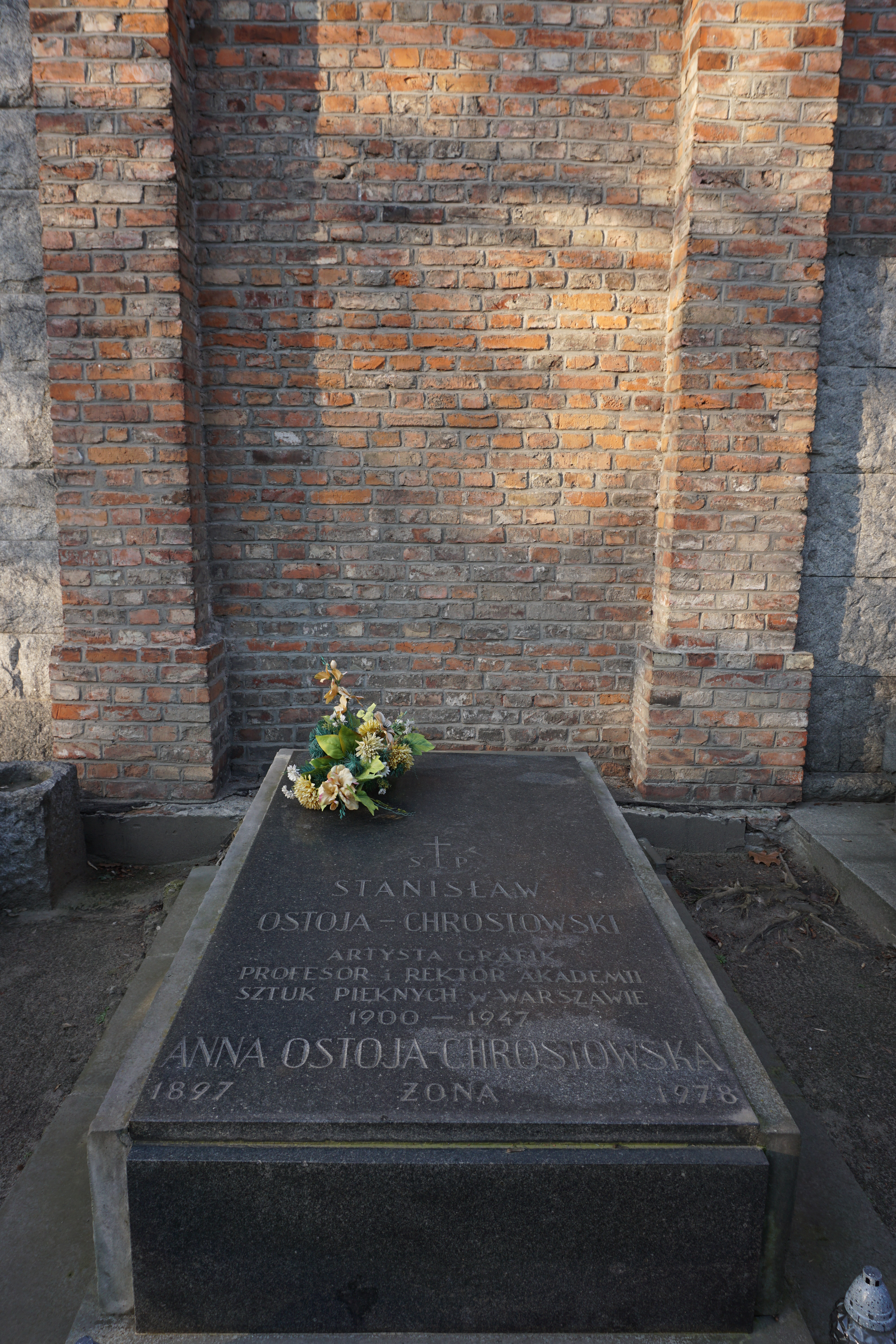
Grób Stanisława Ostoi-Chrostowskiego na cmentarzu Powązkowskim w Warszawie

Stanisław Ostoja-Chrostowski, ps. „Dyrektor”, „Just”, „Korweta” (ur. 14 grudnia 1897 w Warszawie, zm. 9 listopada 1947 tamże) – polski malarz i grafik specjalizujący się w drzeworycie, profesor i rektor Akademii Sztuk Pięknych w Warszawie, działacz niepodległościowego ruchu oporu podczas obu wojen światowych. 

## Życiorys
Syn Józefa i Wandy z Jakackich. W 1915 jego rodzina wyjechała do Moskwy, gdzie ukończył naukę w gimnazjum. W latach I wojny światowej był członkiem Polskiej Organizacji Wojskowej, a w 1918 pracownikiem przedstawicielstwa polskiego w Moskwie. W grudniu 1918 został aresztowany przez bolszewików pod zarzutem pracy dla polskiego wywiadu. Uwolniony w ramach wymiany więźniów w 1921. Rozpoczął studia w Szkole Sztuk Pięknych w Warszawie. Studiował malarstwo u Tadeusza Pruszkowskiego, grafikę u Władysława Skoczylasa, grafikę użytkową u Edmunda Bartłomiejczyka. Studia ukończył w 1934. Po śmierci Władysława Skoczylasa w 1937 objął katedrę grafiki użytkowej w warszawskiej Akademii Sztuk Pięknych. W czasie okupacj niemieckiej działał w konspiracji, po wojnie współdziałał przy reaktywacji warszawskiej Akademii Sztuk Pięknych i został wybrany jej rektorem (1945–1947).
Specjalizował się w grafice użytkowej – projektował winiety, papiery wartościowe, znaczki pocztowe, telegramy, zaproszenia, kartki świąteczne, programy, menu itp., jednak jego największymi pasjami, które przyniosły mu światową sławę, były ilustracje do książek oraz ekslibrisy. Drzeworyty Chrostowskiego-Ostoi odznaczają się mistrzostwem technicznym, elegancją, finezją i dekoracyjnością. Był członkiem Stowarzyszenia Polskich Artystów Grafików „Ryt”. W okresie międzywojennym jego prace publikowała między innymi wydawana w Poznaniu „Tęcza”. W 1936 opracował projekt dyplomu i Odznaki Pamiątkowej Generalnego Inspektora Sił Zbrojnych.
Podczas okupacji przebywał w Warszawie, działał w ruchu oporu pod ps. „Dyrektor”, „Just” i „Korweta”. Prowadził tajne nauczanie, a od stycznia 1940 był członkiem ZWZ (późniejszej AK). Był szefem Referatu 999 Oddziału II Informacyjno-Wywiadowczego Komendy Głównej Armii Krajowej, zajmującego się ruchem komunistycznym w okupowanej Polsce. 11 sierpnia 1944 został wywieziony transportem do obozu w Pruszkowie, z którego po drodze zbiegł. Do Warszawy wrócił na początku 1945.
Był żonaty z Anną (1897–1978). Miał córkę Halinę (1929–1990), rysowniczkę, pedagog, działaczkę artystyczną.
Zmarł po krótkiej chorobie 9 listopada 1947. Spoczął na cmentarzu Powązkowskim w Warszawie (Aleja Zasłużonych-1-66,67).

## Ordery i odznaczenia
- Krzyż Komandorski Orderu Odrodzenia Polski (pośmiertnie, 12 listopada 1947)[6]
- Złoty Wawrzyn Akademicki (5 listopada 1938)[7]

## Nagrody i wyróżnienia
- I nagroda na II Międzynarodowej Wystawie Litografii i Drzeworytu, Chicago 1930
- I nagroda na Międzynarodowej Wystawie Ekslibrisów, Los Angeles 1931
- I nagroda za plakat na I Międzynarodowej Wystawie Drzeworytów, Warszawa 1933
- Brązowy medal na Olimpijskim Konkursie Sztuki i Literatury w Berlinie w 1936 za drzeworyt Korweta
- Grand Prix i 2 dyplomy honorowe na Międzynarodowej Wystawie „Sztuka i Technika”, Paryż 1937
- I nagrodę za ilustracje do dramatów Szekspira, Londyn 1940